# Томас, Олив
Олив Томас (англ. Olive Thomas, 20 октября 1894 — 10 сентября 1920) — американская актриса немого кино.

## Биография
Олив Томас, урождённая Олива Р. Даффи или, по её собственному утверждению Оливретта Элейн Даффи, родилась 20 октября 1894 года в рабочей семье в Шалеруа, пригороде Питсбурга. Её отец умер, когда она была ещё ребёнком, и из-за сложившегося плохого финансового положения в семье ей пришлось бросить школу и пойти работать, чтобы помочь матери и двум младшим братьям. В апреле 1911 года, в возрасте 16 лет, она вышла замуж за Бернарда Круга Томаса и в последующие два года брака работала клерком в универмаге Kaufmann's в Питтсбурге. После развода она переехала в Нью-Йорк, где обосновалась её семья, и устроилась на работу в один из универмагов Гарлема.
В 1914 году Томас приняла участие и впоследствии выиграла конкурс «Самая красивая девушка Нью-Йорка», организованном художником Говардом Чендлером Кристи. Победа в конкурсе помогла ей сделать карьеру модели для художников, и позже она позировала Харрисону Фишеру , Рафаэлю Киршнеру , Пенрину Стэнлоузу и Хаскеллу Коффину.
Харрисон Фишер написал рекомендательное письмо Флорензу Зигфелду, который взял Олив в своё шоу «Безумства Зигфелда». Спустя некоторое время Томас стала участвовать в другом подобном шоу — «Полуночных развлечениях», которое показывалась в театре Новый Амстердам и, в отличие от шоу Зигфелда, было более раскрепощённым. Вскоре, благодаря своей красоте, Олив стала очень популярной среди посетителей шоу, большинство которых были состоятельными бизнесменами, и стала получать много дорогих подарков от своих поклонников. Олив также согласилась позировать обнажённой для перуанского художника Альберто Варгаса.
В 1916 году Томас подписала контракт с Международной кинокомпанией и в последующие четыре года своей кинокарьеры появилась более чем в 20 фильмах, наиболее известным из которых стала картина «Сумасбродная Мадж» 1917 года.
Олив Томас также была известна как светская леди, посещающая множество различных вечеринок в высших кругах общества. После замужества в 1916 году с Джеком Пикфордом, братом знаменитой Мэри Пикфорд, её страсть к званым вечерам только увеличилась, также как и потребление алкоголя. Вместе с мужем она не раз попадала в автокатастрофы, находясь в алкогольном опьянении. Общественности также были известны их частые ссоры и примирения, которые сопровождались дорогими подарками. Олив и Джек много путешествовали не только по США, но и по Европе. Летом 1920 года они решили провести второй медовый месяц и в августе того же года отправились в Париж.

## Гибель
Ночью 5 сентября 1920 года супруги отправились на одну из вечеринок, с которой вернулись поздно ночью уставшими и утомлёнными. Олив, которая была достаточно пьяна, случайно выпила большую дозу жидкого хлорида ртути, предназначавшегося для лечения хронического сифилиса мужа. После этого она была доставлена Джеком в американскую больницу в Нёйи-сюр-Сен, но врачи оказались бессильны, потому что доза ядовитого вещества была очень велика, и через несколько дней Олив Томас умерла от нефрита, вызванного отравлением. Джек Пикфорд все эти дни вместе со своим бывшим шурином Оуэном Муром провёл у её постели. Во время перевозки тела Олив в США он пытался совершить самоубийство, но его удалось от этого отговорить. Между тем, возникли слухи, что Олив была или убита или покончила с собой, но полицейское расследование и вскрытие тела показали, что её смерть была именно несчастным случаем.
Заупокойная служба и прощание с Олив прошли в церкви Святого Томаса в Нью-Йорке, городским властям пришлось задействовать при этом полицейских, потому что количество желающих проститься с Олив было очень велико. После смерти Олив поговаривали, что видели её призрак в театре Новый Амстердам, где в своё время она блистала.

## Избранная фильмография
- 1917 — Том Сойер — участница хора (нет в титрах)
- 1917 — Сумасбродная Мадж — Бетти
- 1917 — Неблагоразумная Коринн — Корин
- 1918 — Наследница дня — Хелен
- 1919 — Наверх и вниз — Элис
- 1919 — Заключённый любви — Нэнси
- 1919 — Злостная невеста — Тесса Дойл
- 1919 — Славная дама — Ивис
- 1920 — Юная глупость — Нэнси
- 1920 — Рампа и тени — Глория Даун
- 1920 — Флэппер (англ.) — Джинджер Кинг